# تالبوت (دهانه)
تالبوت یک دهانه برخوردی در ماه‌ است.